# La voz de la calle
La voz de la Calle es el séptimo álbum de estudio del grupo colombiano de hip hop La Etnnia. Fue lanzado el 11 de enero de 2011 bajo el sello propio 5-27 Récords. Su productor ejecutivo es Ata, miembro del grupo y tiene apariciones en la producción de Ax The Bull de Grim Team, SPKilla (también conocido como SPK), el español Killer B y el francés Juliano. Es el primer álbum que lanzan en cuatro años, después de Por Siempre.
- Datos: Q30917227